# Big Spring
Big Spring és una ciutat, seu del Comtat de Howard, a l'estat de Texas. Segons el cens del 2000 tenia 25.233 habitants.

## Demografia
Segons el cens del 2000, Big Spring tenia 25.233 habitants, 8.155 habitatges, i 5.463 famílies. La densitat de població era de 509,8 habitants per km².
Dels 8.155 habitatges en un 32,8% hi vivien nens de menys de 18 anys, en un 48,3% hi vivien parelles casades, en un 14,1% dones solteres, i en un 33% no eren unitats familiars. En el 29,2% dels habitatges hi vivien persones soles el 14,6% de les quals corresponia a persones de 65 anys o més que vivien soles. El nombre mitjà de persones vivint en cada habitatge era de 2,51 i el nombre mitjà de persones que vivien en cada família era de 3,1.
Per edats la població es repartia de la següent manera: un 23,6% tenia menys de 18 anys, un 9,9% entre 18 i 24, un 32,7% entre 25 i 44, un 19,7% de 45 a 60 i un 14,1% 65 anys o més.
L'edat mediana era de 35 anys. Per cada 100 dones de 18 o més anys hi havia 132,3 homes.
La renda mediana per habitatge era de 28.257$ i la renda mediana per família de 35.448$. Els homes tenien una renda mediana de 27.636$ mentre que les dones 21.863$. La renda per capita de la població era de 14.119$. Aproximadament el 17,1% de les famílies i el 22,2% de la població estaven per davall del llindar de pobresa.

## Poblacions properes
El següent diagrama mostra les poblacions més properes.